# Irek Zaripow
Irek Ajratowicz Zaripow (ros. Ирек Айратович Зарипов, ur. 27 marca 1983 w Sterlitamaku) – rosyjski niepełnosprawny biegacz narciarski i biathlonista. Czterokrotny złoty medalista igrzysk paraolimpijskich.

## Medale igrzysk paraolimpijskich

### 2010
- Biathlon – 2,4 km siedząc
- Biegi narciarskie – 15 km siedząc
- Biathlon – 12,5 km siedząc
- Biegi narciarskie – 10 km siedząc
- Biegi narciarskie – sprint 1 km st. klasycznym siedząc